# 4402-es mellékút (Magyarország)
A 4402-es számú mellékút egy körülbelül 10,7 kilométer hosszú, négy számjegyű országos közút Csongrád-Csanád vármegye északkeleti részén, Békés vármegyével alkotott határvidékén, de teljesen csongrádi területeken. Szentes északi külterületeitől vezet Fábiánsebestyén-Eperjes térségével.

## Nyomvonala
Szentes északi határrészei között, Belső-Ecser külterületi városrész déli szélénél ágazik ki a 4401-es útból, annak 19,100-as kilométerszelvénye táján. Délkelet felé indul, és szinte teljes hosszában ezt az irányt követi; kezdetétől a Körös–Maros Nemzeti Parkhoz tartozó Cserebökényi-puszták természetvédelmi oltalom alatt álló területei közt húzódik. 4,6 kilométer után szeli át a nemzeti park keleti határát, a 7,350-es kilométerszelvényénél pedig elhalad Szentes, Eperjes és Fábiánsebestyén hármashatárát. Innét ez utóbbi községek határvonalát kíséri; a 10. kilométerénél egy enyhe irányváltással délebbnek fordul, legutolsó métereit pedig már teljes egészében eperjesi területen teljesíti. Így is ér véget, betorkollva a 4403-as útba, annak 6,200-as kilométerszelvényénél.
Teljes hossza, az országos közutak térképes nyilvántartását szolgáló kira.gov.hu adatbázisa szerint 10,702 kilométer.

## Települések az út mentén
- Szentes, Belső-Ecser
- (Fábiánsebestyén)
- (Eperjes)